# 류영환
유영환(1969년 2월 15일 ~ )은 전 KBO 리그 야구 선수의 외야수이다. 프로 은퇴 후, 고교야구 코치로 후진양성을 지도했고, 2002년 설악고등학교 야구부 감독을 역임했다.

## 출신학교
- 1985년 ~ 1989년 : 세광고등학교
- 1989년 ~ 1992년 : 경남대학교 (1988학번)